# Coltău
Coltău (Hongaars: Koltó) is een Roemeense gemeente in het district Maramureș.
Tijdens de volkstelling van 2011 telde de gemeente Coltău 2557 inwoners. De meerderheid hiervan was van etnisch Hongaarse afkomst.
Het is hiermee een van de Hongaarse enclaves in het district Maramureș.
De gemeente bestat uit de dorpen Coltău en Cătălina (Koltókatalin). Van 1968 tot 2004 maakten de dorpen onderdeel uit van de gemeente Săcălășeni. Vanaf 2004 is er weer sprake van een eigen gemeentebestuur met een Hongaarstalige burgemeester.